# Un punct azuriu

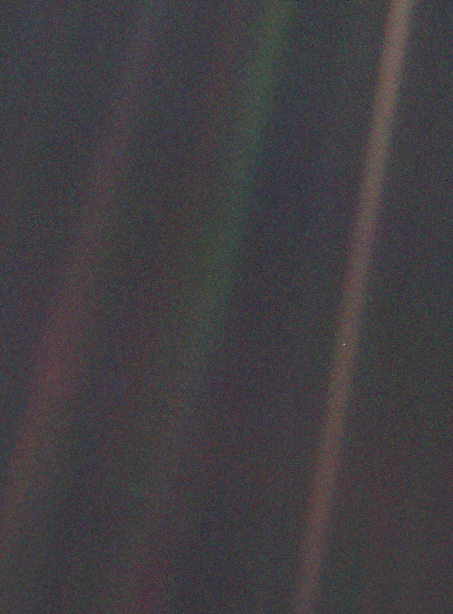
Pământul este punctul albastru-alb undeva la jumătatea benzii maro din dreapta. În fotografie, mărimea Pământului este mai puțin de un pixel, planeta apare ca un punct minuscul în contrast cu imensitatea spațiului cosmic, printre benzi de lumină solară generate de lentilele camerei foto.

Un punct albastru pal (Pale blue dot) este o fotografie a Pământului luată pe data de 14 februarie 1990 de sonda spațială Voyager 1 de la distanța record în jur de 6 miliarde de kilometri (3,7 miliarde de mile) ca parte a seriei de fotografii a sistemului solar „Portrete de familie”.
În fotografie, mărimea Pământului este de mai puțin de un pixel, planeta apărând ca un punct minuscul în contrast cu imensitatea spațiului cosmic, printre benzi de lumină solară generate de lentilele camerei foto.
Voyager 1 are la bord un disc audio-vizual din aur în eventualitatea că va fi interceptată de o formă inteligentă de viață de pe un alt sistem planetar. 
Pe disc sunt înregistrate fotografii ale Pământului și ale formelor sale de viață, o varietate de informații științifice, mesaje audio de la oameni ca Secretarul General al ONU, Președintele Statelor Unite și un amestec de Sunete ale Pământului, cum ar fi sunete de balenă, sunetul unui bebeluș plângând, valuri spărgându-se de țărm, și o colecție de muzică de Mozart, Chuck Berry și altele.
Călătorind chiar în acest moment cu o viteză de 64000 de km pe oră este obiectul creat de om cel mai îndepărtat de Pământ și primul care a părăsit Sistemul Solar. Voyager 1 va atinge Norul Ort în 300 de ani și va trece prin el în următorii 30000 de ani. NASA afirmă că sondele spațiale Voyager sunt destinate să hoinărească pentru eternitate prin spațiu.
Voyager 1 care își îndeplinise misiunea principală și părăsea sistemul solar, la cererea astronomului și autorului Carl Sagan a primit comanda de la NASA să întoarcă camera și să ia o ultimă fotografie a Pământului în contrast cu imensitatea spațiului cosmic.

## Istoric
Văzut de la 6 miliarde de kilometri, Pământul apare ca un punct minuscul înconjurat de adâncul întuneric al cosmosului.
Pe data de 5 septembrie 1977 NASA lansase Voyager 1, un robot spațial de 722 de kilograme cu misiunea de a studia periferia sistemului solar și apoi spațiul cosmic din afara sistemului solar.
După ce a intrat în sistemul lui Jupiter în 1979 și sistemul lui Saturn în 1980, principala misiune a fost declarată îndeplinită pe 20 noiembrie același an. 

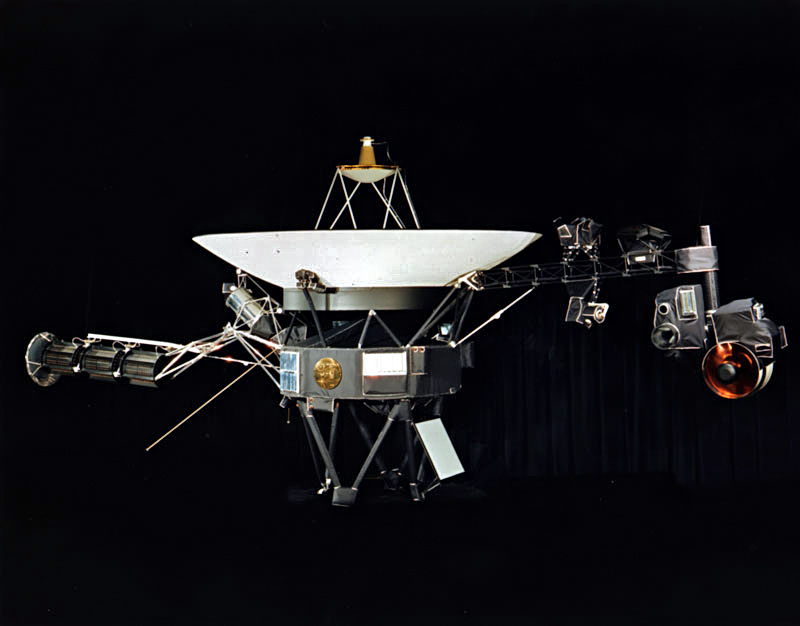
Sonda spațială Voyager 1

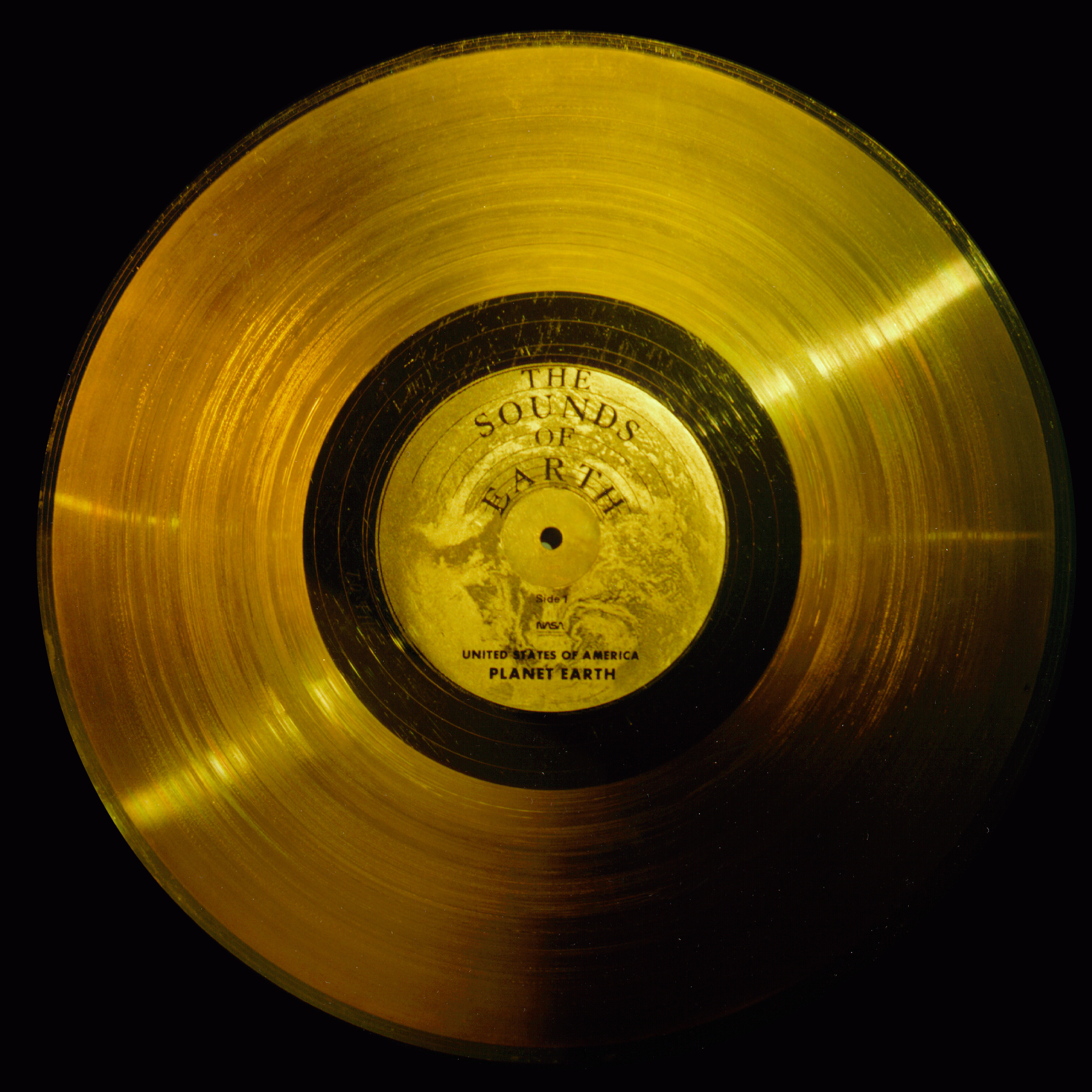
Voyager Golden Record

Voyager 1 a fost prima sondă spațială care a trimis imagini detaliate a celor două planete și a lunilor lor.
Călătorind cu o viteză de 64000 de km pe oră este obiectul creat de om cel mai îndepărtat de Pământ și primul care a părăsit Sistemul Solar.
Misiunea i-a fost extinsă și continuă și în ziua de azi, cu scopul de a investiga periferia Sistemului Solar incluzând Centura Kuiper, heliosfera și spațiul stelar. 
Operând de la lansarea ei, sonda primește constant comenzi și transmite datele înapoi la NASA.
Inițial, se aștepta ca sonda să funcționeze doar până la întâlnirea cu Saturn, însă Carl Sagan venise cu ideea ca sonda spațială să mai ia o ultimă imagine a Pământului, arătând că o astfel de fotografie în care Terra apare atât de mică nu are o valoare științifică foarte mare dar este în schimb simbolică în privința locului nostru în Univers.
Deși nu puțini au fost cei din programul Voyager de la NASA care au sprijinit idea, cei mai mulți erau de părere că fotografierea Pământului dintr-un punct atât de aproape de Soare risca să degradeze sistemul video al sondei spațiale și să împiedice astfel luarea altor fotografii.
De abia în 1989 s-a încercat din nou punerea acestei idei în practică dar calibrarea instrumentelor și concedierea sau detașarea personalului de la proiectul Voyager la alte proiecte a întârziat procesul și mai mult.
În cele din urmă directorul NASA Richard Trully a intervenit ca fotografia să fie în final luată.
Distanța: 
Unități astronomice - între 40.472229 - 40.417506
Kilometri - între 6.054.587.000 - 6.046.400.000
Mile - între 3.762.146.000 - 3.757.059.000

## Comentariul lui Carl Sagan
„Din acest punct distant, de sus, Pământul nu pare de mare interes. Totuși pentru noi este de mare interes. Să ne gândim puțin la acest punct.
Înseamnă aici. Înseamnă acasă. Înseamnă noi. Pe el sunt toți cei pe care îi iubești, pe care îi cunoști sau de care ai auzit vreodată, fiecare ființă umană care a existat cândva, care și-a trăit vreodată viața.
Amestecul de bucurie și suferință, mii de religii încrezătoare, ideologii și doctrine economice, fiecare vânător sau culegător, fiecare erou sau laș, fiecare creator sau distrugător de civilizație, fiecare rege sau țăran umil, fiecare pereche de îndrăgostiți,
fiecare mamă sau tată, copil plin de speranță, inventator sau explorator, fiecare moralist, fiecare politician corupt, fiecare superstar, fiecare 'lider suprem', fiecare sfânt sau păcătos din istoria speciei noastre a trăit aici, pe un fir de praf suspendat într-o rază de soare.
Pământul e o scenă minusculă într-o vastă arenă cosmică. Să reflectăm la râurile de sânge vărsat de toți acei generali și împărați ca într-o apoteoză de moment să stăpânească o bucată din acest mic punct. Gândiți-vă la cruzimile de neimaginat săvârșite de locuitorii unui colț din acest punct asupra locuitorilor altui colț.
Cât de frecvente neînțelegerile lor, cât de gata să se omoare unii pe alții, cât de arzătoare ura lor. Importanța pe care ne-o arogăm, egoul nostru, iluzia că suntem cineva și avem o poziție privilegiată în univers sunt puse sub semnul întrebării de acest punct albastru pal.
Planeta noastră este un punct decolorat și singuratic în marele întuneric cosmic atotcuprinzător. În toată imensitatea sa nu este nici un semn că ajutorul ca să ne salvăm de noi înșine va veni de altundeva decât de la noi.
Pământul este singura planetă cunoscută până acum care adăpostește viață. Specia noastră nu are, în viitorul apropiat cel puțin, unde să migreze. Să viziteze, da. Să se stabilească, nu încă. Ne place sau nu, Pământul este locul unde trebuie să trăim. S-a spus că astronomia este o profesie care te învață umilința și îți clădește caracterul.
Nu există poate o mai bună demonstrație a trufiei umane în nebunia sa decât această imagine de la distanță a minusculei noastre lumi. Mie îmi subliniază responsabilitatea noastră de a ne purta mai bine unul cu altul și de a păstra și iubi minusculul nostru punct azuriu, singura noastră casă pe care am avut-o vreodată.”